# パペット

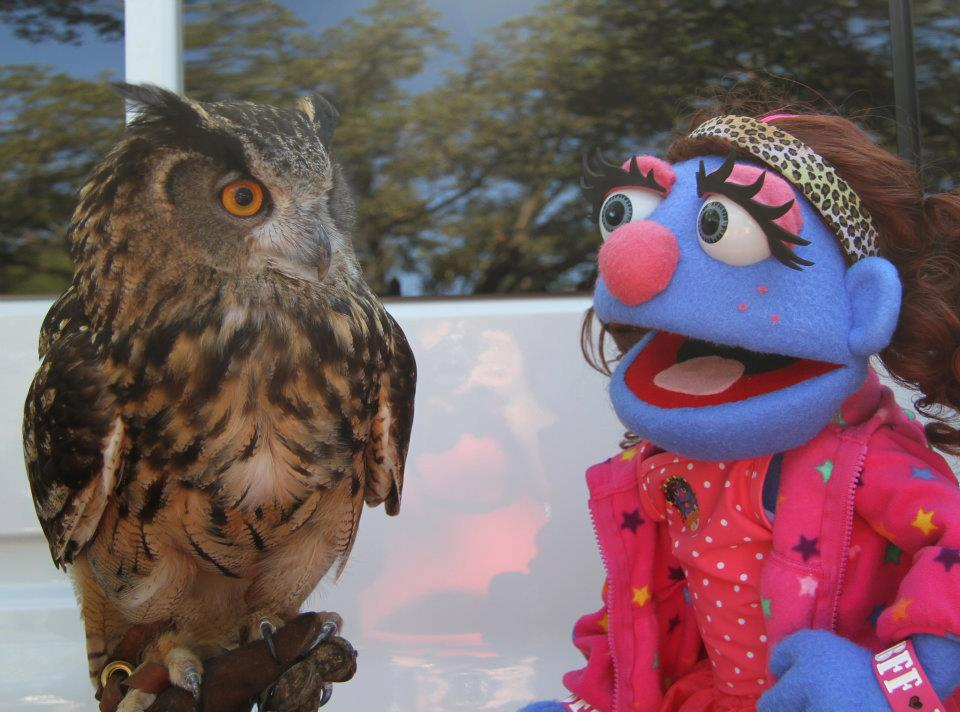
Bleeckie、YouTubeのビデオシリーズで流れるアメリカの操り人形。

パペット（英: puppet）は、人形劇などで使われる操り人形の総称であり、操り方を指し示す言葉と組み合わせて使われることが多い。例えば、string puppet（糸あやつり人形）、hand puppet あるいは glove puppet（片手遣い人形）、finger puppet（指人形）、rod puppet（棒遣い人形）、ventriloquist puppet（腹話術人形）といった使い方をする。パペットは、抱き人形や飾り人形を意味するドール（英: doll）に対して、動かして楽しむために作られた人形全般を意味する。

## 種類・用例
- 1960年代に世界的に知られたパペットは、『トッポ・ジージョ』であるが、操作は糸や指だけではなく棒（スティック）を使用している。同様なものは、NHKの子供向け番組に登場する「ニャンちゅう」である。パペットを用いた人形劇は、日本では『チロリン村とくるみの木』、『ひょっこりひょうたん島』、『プリンプリン物語』などが制作されている。
- 文楽・人形浄瑠璃で使用される人形は、人形自体も大きく、操作する人間が黒装束あるいはそのままの姿で舞台の上で操作する独特なものである。
- アメリカの子供向けテレビ番組『セサミストリート』に登場するキャラクターは、大きさや形状も異なる物があるため、製作者のジム・ヘンソンが、パペットとマリオネットを組み合わせてマペットという造語を作った。これらは文楽の影響を受けている。
- 日本の特撮映画においては、着ぐるみの怪獣で足りない表情の演技を撮影する為に使われていたが、撮影現場においてはギニョールと呼ばれていた[1]。かなり後年にSFX作品においても、メカニックを内蔵したリアルなパペットを使ってクリーチャーの表情を撮影する事が主流になり、日本のギニョールもパペットに収斂された。前述のジム･ヘンソンも『ダーククリスタル』などのSFXを使ったリアルなファンタジー映画でマペットを使用している。
  - 資料によっては、手で操作する人形や怪獣の一部を模った造形物を「ギニョール」[2]、ワイヤーや内蔵メカで動かすものを「マペット」[3]と呼称している。
- インターネット上でいうパペットとは、ソックパペット(sockpuppet), socket, glove puppet, shadow puppet, mule, alternate, joke account などの用語が使われるが、これはインターネットのコミュニティやソーシャル・ネットワーキング・サービスなどでは「自作自演」を意味し、同一人物が別なアカウントを取得し、補助的に使用したり、あるいは別人になりすまして加入しているものをさす。